# 조혜정 (배구인)
조혜정(曺惠貞, 1953년 3월 5일~2024년 10월 30일)은 의 대한민국의 배구인이다. 대한민국 여자 배구 국가대표팀의 일원이었으며 1976년 하계 올림픽에서 동메달을 획득했다. 은퇴 후 지도자로 활동하여 GS칼텍스 서울 KIXX의 감독을 맡았다.

## 개요
부산광역시 출신이다. 포지션은 레프트이고, 신장은 165cm, 체중은 58kg. 신장은 165cm로서 단신이지만 60cm 달하는 서전트 점프력으로 단신의 핸디캡을 커버했다. 초등학교 5학년 때부터 배구를 시작했다. 1972년 하계 올림픽에서 당시 신인으로 첫 출전하여 대한민국 여자 배구 역사상 첫 준결승에 진출하고 1976년 하계 올림픽에서 동메달을 수상하였으며, 이는 대한민국 구기 종목 역사상 최초다.
국세청과 대농(미도파)을 거치며 현역 생활을 하다가 무릎 부상으로 1977년에 국내 무대에서 은퇴한 후, 현대건설 여자배구단의 코치로 1시즌 동안 활동하다가 이탈리아로 건너가서 2년간 선수로 활동한 후 다시 은퇴했다. 프로야구팀 삼성 라이온즈에서 감독 대행을 지낸 조창수와 1981년에 결혼, 스포츠 커플로도 화제에 올랐다. 현재 가족으로는 남편과 두 딸(골프 선수 조윤희, 조윤지)을 두고 있다. 결혼 뒤에도 송원여자고등학교 배구팀 코치, 한국비치발리볼연맹 사무국장 등 다양한 일을 했으며 대구광역시에서 냉면 식당을 경영하기도 했다.
2010년 GS칼텍스 서울 KIXX가 챔피언결정전 진출에 실패하여 이성희 감독이 사임한 뒤 후임 사령탑에 오르게 되는데, 그녀가 감독에 선임되면서 대한민국 프로 스포츠 사상 최초의 여성 감독이 된 것이다. 그러나 성적 부진으로 시즌 후 사임하였다.
이후에는 대한배구협회의 이사로 활동하다가, 2024년 10월 30일에 지병으로 타계했다.

## 주요 국가대표 출전 경력
- 1970년 방콕 아시안 게임
- 1972년 뮌헨 올림픽
- 1973년 월드컵
- 1974년 테헤란 아시안 게임, 세계배구선수권대회
- 1975년 아시아선수권
- 1976년 몬트리올 올림픽 3위
- 1977년 월드컵

## 주요 수상 경력
- 1973년 월드컵 MVP
- 1977년 일본 월드컵 리시브상

## 가족 관계
- 배우자 : 조창수 (1949년 4월 20일 ~ ) - 야구 감독
  - 첫째딸 : 조윤희 (1982년 10월 9일 ~ ) - 골퍼 선수
  - 둘째딸 : 조윤지 (1991년 6월 7일 ~ ) - 골퍼 선수